# Victoria Seras

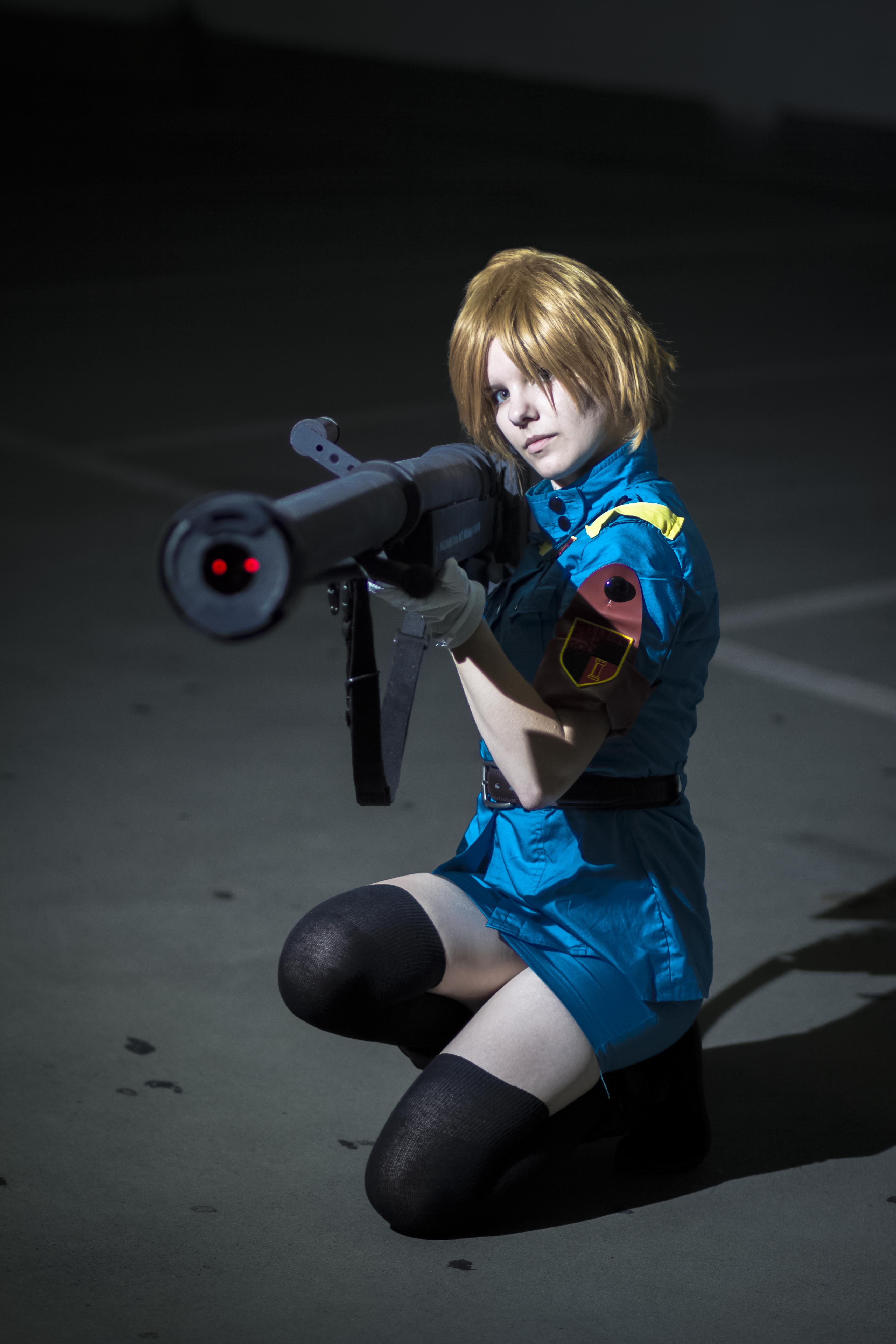
Coslplay Victorie Seras

Victoria Seras je fiktivní postava z japonského komiksu (mangy) a animovaného televizního seriálu (anime) Hellsing.
Její věk je 19 let, původně pracovala jako policistka u Londýnské metropolitní policie. V akci byla smrtelně zraněna a upír Alucard jí dal nabídku, že ji zachrání a stane se z ní upír. Pracuje pro tajnou britskou vládní organizaci Hellsing, založenou Abrahámem van Helsingem pro boj proti upírům.

## Vzhled
Victoria Seras je mladá žena se středně dlouhými blonďatě-zlatými vlasy a modrýma očima. Má poměrně velká prsa, ale zachovává si velmi smyslnou postavu , která je zesílena tím, že je podstatně menší než prakticky všichni její spojenci. Předtím než se stala plnohodnotnou upírkou, obvykle nosila žlutou uniformu organizace Hellsing s přiléhavou minisukní, dlouhé bílé podkolenky, kotníkové hnědé boty a hnědé rukavice. Občas se její oči zbarví do červena v momentech extrémního vzteku nebo krvežíznivosti.
Jako plnohodnotný upír její vlasy změnily barvu na platinovou a její oči se staly trvale červené. Její oblečení zůstalo stejné, ale žlutou barvu nahradila rudá.

## Schopnosti
Přestože Victoria používá především pušku Harkonnen je i dobře trénovaná v souboji jeden na jednoho, kde využívá svých nadlidských schopností. Základy boje získala ještě jako policistka. Předvádí v soubojích útoky, které získala tréninkem bojových umění.
Dále má velmi rychlé a silné nohy, které jí umožňují běžet rychleji než kulka.
Po smrti Pipa Bernadotteho a napití se jeho krve, se stala dokonalým upírem jako Alucard a získala stejné schopnosti jako on.